# ヘンリー・シーモア＝コンウェイ (1805-1859)
ヘンリー・シーモア＝コンウェイ卿（英語: Lord Henry Seymour-Conway、1805年1月18日 - 1859年8月16日）は、フランスで活動した馬主。ジョッキークラブ・ド・パリの共同創設者の一人で、初代会長となった。イギリスの貴族家であるシーモア家出身。
1805年1月18日、ヤーマス伯爵フランシス・シーモア＝コンウェイ（後の第3代ハートフォード侯爵）と、夫人のマリア・エミリア・シーモア＝コンウェイ（旧姓ファニャーニ）の間にパリで生まれた。父ヤーマス卿フランシスはアミアンの和約破棄後にフランスへ上陸し、拘束されていた。
ヤーマス卿フランシスは1806年にチャールズ・ジェームズ・フォックスがシャルル＝モーリス・ド・タレーラン＝ペリゴールと交渉した結果釈放されたが、妻マリアと息子のヘンリー卿はフランスに残った。誇張ではあろうが、ヘンリー卿は一度もイギリスに足を踏み入れたことがなかったという。ハートフォード侯爵夫人となっていたマリアが1856年に歿すると、ヘンリー卿がその遺産を相続した。
1859年8月16日に未婚のままパリで死去し、ペール・ラシェーズ墓地の母親と同じ納骨所に葬られた。遺産を引退していた4頭の愛馬のために使い、残りの約 36,000 ポンドをパリの病院に寄付するよう遺言した。

## 競馬との関わり
ヘンリー・シーモア＝コンウェイ卿は「フランス競馬の父（フランス語: le père du turf français）」と呼ばれる。
ジョッキークラブ・ド・パリ（フランスジョッキークラブ）の発起人の一人であるほか、草創期のフランス競馬に大きな影響を与えた種牡馬ロイヤルオーク（ロワイヤルオーク）を輸入し、フランスを代表する調教師一族の祖となるトマス・カーター (Thomas Carter) を招聘した。
馬主としての主な勝ち鞍:
- パリのグランプリ（後のグラディアトゥール賞） - 1835年の Miss Annette、1837年の Franck
- カドラン賞 - 1838年の Franck
- ジョッケクルブ賞（フランスダービー） - 1836年（第1回）の Franck、1837年の Lydia、1838年の Vendredi、1841年の Poetess

ヘンリー卿は1842年に競馬から引退した。

## 人物
ヘンリー・シーモア＝コンウェイ卿はパリ社交界の名士であると同時に破天荒な行動でも知られており、1834年と1835年の謝肉祭では、飴やコインを群衆に向かって投げ入れるイタリアの風習を取り入れようとした。また火薬を仕込んだ葉巻を友人たちに配り、火を点けたときの反応を楽しむという悪戯をしたという。

### 註釈
1. ↑  マリアはファニャーニ侯爵夫人の私生児だが、父親には諸説がある。第4代クイーンズベリー公爵ウィリアム・ダグラスやジョージ・オーガスタス・セルウィンはどちらも自分の娘であると主張し、多額の資産を遺した[1]。一方でこの出自のためにシーモア家には受け入れられず、別居していたパリで死去した。
2. ↑  産駒がジョッケクルブ賞（フランスダービー）を3勝・ディアヌ賞（フランスオークス）を2勝する成功を収めた[7]。セントレジャーステークスに範を取って創設された「皇太子大賞（フランス語: Grand Prix du Prince Impérial）」は、1869年に本馬を記念してロワイヤルオーク賞へ改名された[7]。